# Glen Moore
Glen Moore, född 28 oktober 1941 i Portland, Oregon, är en jazzbasist som även spelar piano, flöjt och violin.
Han har framträtt ända sedan vid 14 års ålder med Young Oregonians i Portland, Oregon där han mötte och spelade med saxofonisten Jim Pepper. Han tog sin examen i historia och litteratur vid University of Oregon. Hans formella basundervisning började efter högskolan med Jerome Magil i Portland, James Harnett i Seattle, Gary Karr i New York, Plough Christenson i Köpenhamn, Ludwig Streicher i Wien och François Rabbath på Hawaii.
Moore är en originalmedlem i Oregon, men har även arbetat regelbundet med Rabih Abou-Khalil, Nancy King och Larry Karush.